# CICS
Customer Information Control System ( CICS ) je družina aplikacijskih strežnikov, ki podpirajo številne programske jezike in omogočajo spletno upravljanje transakcij in povezljivost aplikacij v sistemih IBM mainframe pod z /OS in z /VSE . 
CICS je vmesna programska oprema, zasnovana za sprotno obdelovanje transakcij. CICS transakcija je enota obdelave, ki jo sproži ena sama zahteva in lahko vpliva na enega ali več predmetov.  Obdelava je običajno interaktivna (zaslonsko usmerjena), vendar so možne tudi transakcije v ozadju. 
CICS nudi storitve, ki dopolnjujejo ali nadomeščajo funkcije operacijskega sistema in so učinkovitejše od splošnih storitev v operacijskem sistemu. Programerjem omogočajo lažjo uporabo, predvsem kar se tiče komunikacije z različnimi terminalnimi napravami. 
Aplikacije, razvite za CICS, so lahko napisane v različnih programskih jezikih. CICS ponuja številne jezkovne razširitve, ki omogočajo interakcijo z različnimi viri, kot so datoteke, povezave s podatkovnimi bazami, terminali. CICS upravlja s celotno transakcijo tako, da če del transakcije iz kateregakoli razloga ne uspe, imamo možnost povrniti vse obnovljive spremembe. 
CICS najpogosteje uporabljajo finančne institucije, kot so banke in zavarovalnice. Uporabljajo ga tudi številne družbe s seznama Fortune 500 ter državne institucije. CICS se uporablja na bančnih okencih, v bankomatih, sistemih za nadzor industrijske proizvodnje, zavarovalniških aplikacijah ter marsikje drugje, ker je potrebna interakcija z aplikacijo. 
Najnovejše izboljšave transakcijskega strežnika CICS vključujejo podporo za spletne storitve, Javo, obdelavo dogodkov, Atom vire in vmesnike RESTful . CICS Transaction Server 5.5, ki je postal splošno dosegljiv 14. decembra 2018, je dodal podporo za Node.JS ter novosti in izboljšave na področjih varnosti, odpornosti in sistemskega upravljanja. 

## Zgodovina
Predhodnik CICSa je bil enonitni sistem za obdelavo transakcij IBM MTCS. Povezava MTCS-CICS je omogočala izvršitev MTCS transakcij v CICSu brez spreminjanja prvotnih aplikacij. 
Razvoj CICSa se je zažel leta 1966 v Združenih državah Amerike v IBM-ovem razvojnem centru v Des Plainesu v Illinoisu. Namenjen je bil predvsem zadovoljitvi potreb javnih gospodarskih družb. Prva izdaja je bila na voljo leta 1968, pod imenom Public Utility Customer Control Control System ali PU-CICS. Kmalu se je pokazala njegova uporabnost v številnih drugih panogah, zato so z izdajo programskega izdelka CICS 8. julija 1969 predpono Public Utility opustili. 
Razvoj se je nato za nekaj let preselil v Palo Alto, kajti IBM je večjo pozornost posvečal IMSu, katerega IBM takrat smatral za strateški produkt. Zanimanje uporabnikov kljub temu ni upadlo, kar je ohranjalo CICS pri življenju. Ko se je IBM leta 1974 odločil zaključiti z razvojem CICSa in se osredotočiti na IMS, je nadaljnji razvoj za razvoj CICSa prevzela podružnica IBM Hursley iz Združenega kraljestva, ki takrat ravnokar prenehala z delom na prevajalnikom PL/I. Pretežni del razvoja še vedno poteka v Hursleyju, kodo pa prispevajo tudi oddelki iz Indije, Kitajske,  Rusije, Avstralije in Združenih država Amerike.